# جواد حسني
جواد علي حسني (20 أبريل 1935 - 2 ديسمبر 1956) هو فرد من أفراد المقاومة الشعبية المصرية، إبان العدوان الثلاثي على مصر.

## حياته ونشأته
جواد علي حسني ولد بحي جاردن سيتي غرب القاهرة في 20 أبريل 1935، التحق بكلية الحقوق جامعة فؤاد الأول سنة 1952، وفي السنة الأخيرة من دراسته قرر التطوع مع مجموعة من الشباب في المقاومة الشعبية لتصدي للعدوان الثلاثي علي مصر وقتل أثناء المعركة.

## كفاحه
وصل إلى جواد أخبار تفيد بأن بعض القطع البحرية المغيرة الفرنسية في مساء يوم الجمعة 16 نوفمبر 1956، أنزلت قوات خاصة بالسويس للوصول إلى بورسعيد، فخرج في دورية استطلاعية مع مجموعة الحرس الوطني في القنطرة، وتوغلت كتيبة الحرس الوطني داخل سيناء فقابلتهم دورية إسرائيلية كانت مرابطة عند الكيلو 39 في طريق الكاب شرقي قناة السويس، واشتبكوا معهم فأطلق رصاص رشاشه عليهم فأصيب برصاصة في كتفه الأيسر، فتقدم منه زملاءه وضمدوا جرحه وطلبوا منه العودة، لكنه رفض وتعهد بحمايتهم بنيران رشاشه.

### أسره
واصل جواد التقدم حتى وصل إلى الضفة الشرقية التي احتلتها القوات الفرنسية، فاشتبك مع دورية فرنسية وكان مدفعه سريع الطلقات فظن الفرنسيون أنهم يحاربون قوة كبيرة فطلبوا النجدة، فإذا بقوة من الجنود الفرنسيين تتقدم تجاهه، وأخذ جواد يقذفهم بالقنابل اليدوية مع نيران مدفعه، فسقط مغشيًا عليه، فتقدمت القوات نحوه وهى تظن أن هذا السقوط خدعة، فوجدت شابًا في الحادية والعشرون من عمره ملقى وسط بركة من الدماء يحتضن مدفعه ويقبض على قنبلة شديدة الانفجار، فنقلوه إلى معسكر الأسرى،
توجه قائد القوات الفرنسية بنفسه ليستجوبه، ولكن جواد لم يتكلم لينقذ نفسه بل مد إصبعه في أحد جروحه وكتب على الحائط.

### مقتله
ومع إصرار جواد على الرفض بأن يبوح بأي معلومة، أوهمه قائد القوات الفرنسية أنه سيطلق سراحه وأمره بالخروج من حجرة الأسرى وأثناء سيره أطلق الجنود الفرنسيون رشاشاتهم على ظهره فسقط شهيدًا في 2 ديسمبر 1956.

## تكريمه
- قامت كلية الحقوق بجامعة القاهرة بتكريم اسم جواد حسني بوضع نصب تذكاري في قلب المبنى الرئيسي للكلية.[9]

- أطلق أسمه علي أحد شوارع القاهرة[10]، وتسمية أحد القري المصرية باسمه (الشهيد جواد حسني).[11][12][13]
- أطلق أسمه علي مدرسة أبتدائية الشهيد جواد علي حسني.[14]
- أطلق اسمه على أحد شوارع الإسكندرية في منطقه الابراهيميه